# أنتاردوكو
أنتاردوكو (بالإنجليزية: Antrodoco) هي بلدة ومدينة في مقاطعة ريتة، في منطقة لتسية بوسط إيطاليا، تقع المدينة على طول نهر فيلينو في نقطة التقاء اثنين من وديان جبال أبينيني، وادي فيلينو من الشمال، ووادي ريو كريك (أحد روافد فيلينو) من الشرق.

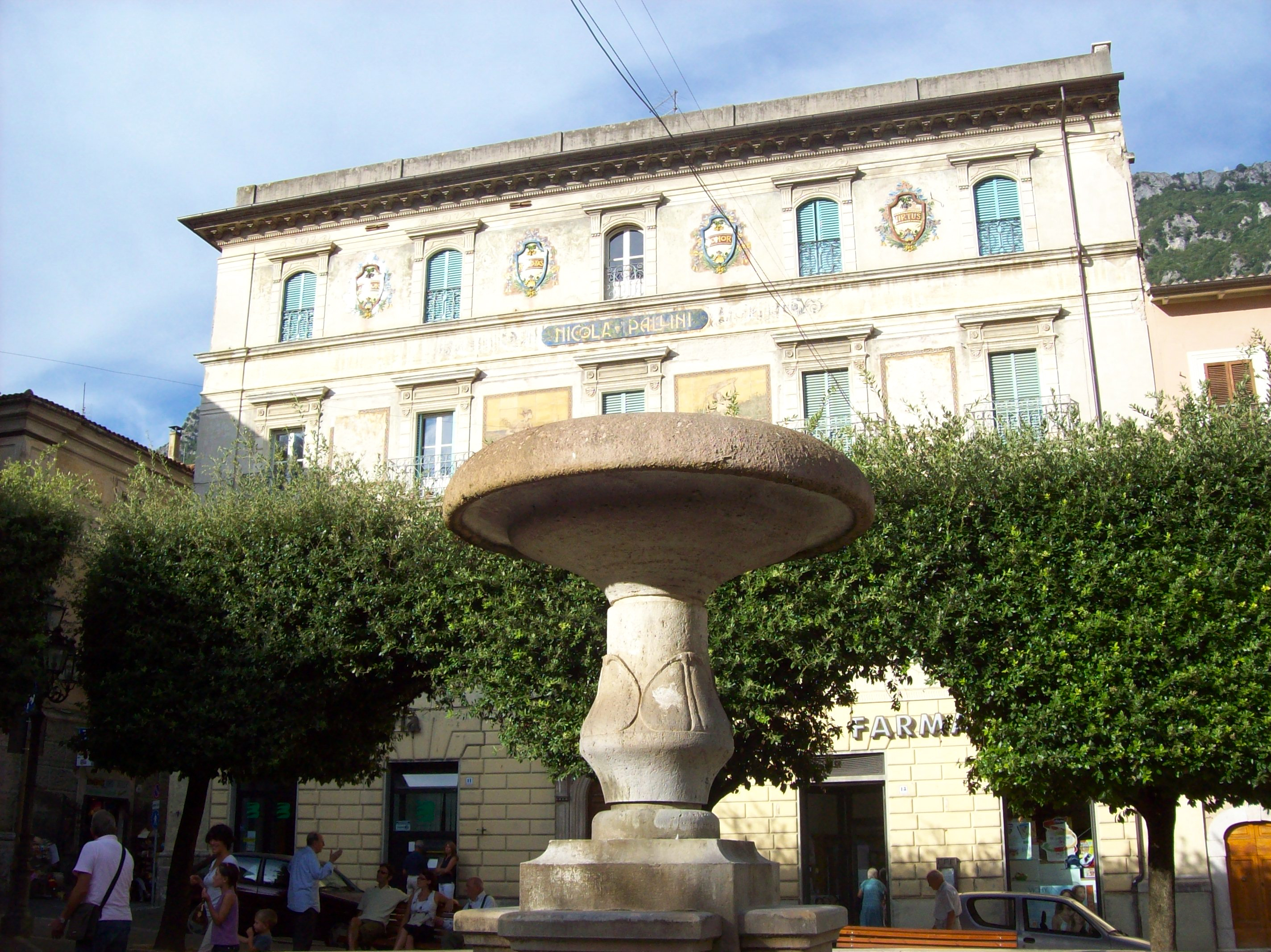
ساحة بيازا ديل بوبولو